# Cenerentola (Wolf-Ferrari)
Cenerentola (título original en italiano; en español, La cenicienta) es una ópera (denominada fiaba musicale) en tres actos con música de Ermanno Wolf-Ferrari y libreto de Maria Pezzè-Pascolato basado en el célebre cuento de Charles Perrault. Se estrenó en el Teatro la Fenice, Venecia el 22 de febrero de 1900.

## Personajes
| Personaje                        | Tesitura      | Reparto del estreno, 22 de febrero de 1900 (Director: Edoardo Vitale) |
| -------------------------------- | ------------- | --------------------------------------------------------------------- |
| El rey                           | bajo          | Roberto Tamanti                                                       |
| La reina                         | mezzosoprano  | Maria Leonardi                                                        |
| Rubino, llamado Pallido          | tenor         | Alessandro Procacci                                                   |
| Nasturzio                        | barítono      | Giuseppe La Puma                                                      |
| El embajador                     | bajo-barítono | Luigi Tavecchia                                                       |
| El duque de Monterotondo         | bajo          | Ugo Giandominici                                                      |
| Cenicienta                       | soprano       | Clara Wolf-Ferrari                                                    |
| La madrastra de la Cenicienta    | contralto     | Lina Brumatti                                                         |
| Pizzichina, hija de la madrastra | soprano       | Rosina Giovannoni Zacchi                                              |
| Vanerella, hija de la madrastra  | soprano       |                                                                       |
| Un Banditore                     | barítono      | Carlo Farinetti                                                       |